# Thrinchostoma torridum
Thrinchostoma torridum är en biart som först beskrevs av Smith 1879.  Thrinchostoma torridum ingår i släktet Thrinchostoma och familjen vägbin. Inga underarter finns listade i Catalogue of Life.